# Campionati del mondo di ciclismo su strada 2021 - Gara in linea maschile Junior
La gara in linea maschile Junior dei Campionati del mondo di ciclismo su strada 2021 si svolse il 24 settembre 2021 in Belgio, con partenza ed arrivo a Lovanio, su un percorso di 121,8 km. Il norvegese Per Strand Hagenes vinse la gara con il tempo di 2h43'48" alla media di 44,615 km/h; l'argento andò al francese Romain Grégoire e il bronzo all'estone Madis Mihkels.
Dei 173 ciclisti iscritti, presero il via in 171 e di questi completarono la gara in 90.

## Squadre partecipanti
| N.      | Cod. | Squadra       |
| ------- | ---- | ------------- |
| 1-4     | USA  | Stati Uniti   |
| 5-9     | NOR  | Norvegia      |
| 10-14   | BEL  | Belgio        |
| 15-19   | FRA  | Francia       |
| 20-24   | DNK  | Danimarca     |
| 25-29   | EST  | Estonia       |
| 30-34   | DEU  | Germania      |
| 35-38   | ESP  | Spagna        |
| 39-42   | ITA  | Italia        |
| 43-46   | NED  | Paesi Bassi   |
| 47-50   | LUX  | Lussemburgo   |
| 51-54   | AUT  | Austria       |
| 55-58   | POL  | Polonia       |
| 59-62   | GBR  | Gran Bretagna |
| 63-66   | CZE  | Cechia        |
| 67-68   | RWA  | Ruanda        |
| 69-72   | SUI  | Svizzera      |
| 73-76   | IRL  | Irlanda       |
| 77-80   | SRB  | Serbia        |
| 81-84   | RSA  | Sudafrica     |
| 85-88   | HUN  | Ungheria      |
| 89-92   | MAR  | Marocco       |
| 93-96   | SVK  | Slovacchia    |
| 97-100  | ALG  | Algeria       |
| 101-102 | LTU  | Lituania      |
| 103-105 | FIN  | Finlandia     |
| 106     | AZE  | Azerbaigian   |

| N.      | Cod. | Squadra           |
| ------- | ---- | ----------------- |
| 107-109 | SWE  | Svezia            |
| 111     | ETH  | Etiopia           |
| 114-117 | LAT  | Lettonia          |
| 118-119 | CHI  | Cile              |
| 120-123 | SLO  | Slovenia          |
| 124-127 | KAZ  | Kazakistan        |
| 128-131 | RCF  | Federazione Russa |
| 132     | ECU  | Ecuador           |
| 133-134 | ROU  | Romania           |
| 135-138 | CAN  | Canada            |
| 139     | PUR  | Porto Rico        |
| 140-143 | POR  | Portogallo        |
| 144-145 | BER  | Bermuda           |
| 146-148 | ISR  | Israele           |
| 150     | PAN  | Panama            |
| 151-153 | NZL  | Nuova Zelanda     |
| 155     | BUL  | Bulgaria          |
| 156     | CYP  | Cipro             |
| 157     | CUB  | Cuba              |
| 158     | CRO  | Croazia           |
| 159     | BRA  | Brasile           |
| 160-163 | MEX  | Messico           |
| 164     | VEN  | Venezuela         |
| 165-168 | UZB  | Uzbekistan        |
| 169     | URU  | Uruguay           |
| 170-173 | COL  | Colombia          |
| 174-175 | ARG  | Argentina         |
| 176-178 | UKR  | Ucraina           |

## Ordine d'arrivo (Top 10)
| Pos. | Corridore          | Squadra     | Tempo    |
| ---- | ------------------ | ----------- | -------- |
| 1    | Per Strand Hagenes | Norvegia    | 2h43'48" |
| 2    | Romain Grégoire    | Francia     | a 19"    |
| 3    | Madis Mihkels      | Estonia     | a 24"    |
| 4    | Martin Svrček      | Slovacchia  | s.t.     |
| 5    | Alexander Hajek    | Austria     | s.t.     |
| 6    | António Morgado    | Portogallo  | s.t.     |
| 7    | Manuel Oioli       | Italia      | s.t.     |
| 8    | Vlad Van Mechelen  | Belgio      | s.t.     |
| 9    | Max Poole          | G. Bretagna | s.t.     |
| 10   | Luis-Joe Lührs     | Germania    | s.t.     |